# Persone uccise negli anni di piombo (1980)
Di seguito viene riportata una sintetica cronologia delle persone uccise in Italia durante gli anni di piombo nel 1980.

## Vittime del 1980
| Data         | Nome comune                                    | Località                 | Responsabili | Vittime                                                                               | Note |
| ------------ | ---------------------------------------------- | ------------------------ | --- | ------------------------------------------------------------------------------------- | --- |
| 6 gennaio    | Omicidio di Piersanti Mattarella               | Palermo                  | Bernardo Brusca, Giuseppe Calò, Nenè Geraci, Michele Greco, Bernardo Provenzano, Francesco Madonia e Salvatore Riina (affiliati a Cosa nostra)                                                                      | Piersanti Mattarella (Presidente della Regione Siciliana)                             | Gli estremisti di destra Gilberto Cavallini e Valerio Fioravanti, accusati come esecutori materiali del delitto, sono stati assolti per non avere commesso il fatto. |
| 8 gennaio    | Agguato di via Schievano                       | Milano                   | Barbara Balzerani, Nicola Gianicola e Mario Moretti (Brigate Rosse) | Antonio Cestari, Rocco Santoro e Michele Tatulli (poliziotti)                         | L'attentato fu rivendicato dalle BR-Colonna Walter Alasia, motivandolo come un benvenuto al generale Carlo Alberto dalla Chiesa appena giunto a Milano. |
| 25 gennaio   | Agguato di via Riboli                          | Genova                   | Brigate Rosse | Antonio Casu (carabiniere) ed Emanuele Tuttobene (tenente colonnello dei carabinieri) | L'attentato fu rivendicato alle 14:00 alla redazione del Secolo XIX dalla colonna genovese. |
| 29 gennaio   | Omicidio di Sergio Gori                        | Mestre                   | Brigate Rosse | Sergio Gori (vicedirettore del Petrolchimico di Marghera)                             | L'omicidio fu rivendicato alle 9:30 con una telefonata a Il Gazzettino. |
| 31 gennaio   | Omicidio di Carlo Ala                          | Torino                   | Nuclei comunisti territoriali | Carlo Ala (civile)                                                                    | Fu il primo operaio della FIAT ucciso da terroristi. |
| 5 febbraio   | Omicidio di Paolo Paoletti                     | Monza                    | Prima Linea | Paolo Paoletti (civile)                                                               | Paoletti era direttore di produzione dell'ICMESA, azienda responsabile del disastro di Seveso. Prima Linea rivendicò l'attenatato nell'ambito di quella che venne definita «campagna per la sanità». |
| 6 febbraio   | Omicidio di Maurizio Arnesano                  | Roma                     | Valerio Fioravanti e Giorgio Vale (NAR) | Maurizio Arnesano (carabiniere)                                                       | Ucciso mentre montava la guardia all'Ambasciata del Libano per sottrargli l'arma. |
| 7 febbraio   | Omicidio di William Vaccher                    | Milano                   | Roberto Rosso (Prima Linea) | William Vaccher (Prima Linea)                                                         | Ucciso perché sospettato di delazione. |
| 12 febbraio  | Omicidio di Vittorio Bachelet                  | Roma                     | Anna Laura Braghetti e Bruno Seghetti (Brigate Rosse) | Vittorio Bachelet (vicepresidente del Consiglio superiore della magistratura)         | Ucciso con otto colpi sparati a bruciapelo. Il secondo killer intervenne sparando ulteriori cinque colpi per finirlo. Successivamente i due terroristi, confusi tra gli studenti, gridarono di avere una bomba, riuscendo a dileguarsi nel caos scatenato da quella voce e nonostante il presidio presente quel giorno in Università, in occasione di una tavola rotonda sul terrorismo. |
| 22 febbraio  | Omicidio di Valerio Verbano                    | Roma                     | Ignoti membri dei NAR | Valerio Verbano (Autonomia Operaia)                                                   | Tre persone si presentarono nell'abitazione del giovane, imbavagliarono i suoi genitori, e attesero che tornasse da scuola. Fu freddato con un colpo di pistola 7.65, sparato a bruciapelo dietro la schiena. |
| 25 febbraio  | Omicidio di Iolanda Rozzi                      | Roma                     | Nuclei Proletari Combattenti | Iolanda Rozzi (civile)                                                                | Iolanda Rozzi, casalinga iscritta alla DC, subisce un attentato incendiario contro la porta di casa. Muore dopo un mese per le ustioni riportate. Il bersaglio era in realtà la sorella Rosa Rozzi, dirigente democristiana. |
| 10 marzo     | Omicidio di Luigi Allegretti                   | Roma                     | Compagni organizzati per il comunismo | Luigi Allegretti (civile, iscritto alla CGIL)                                         | Ucciso perché scambiato per il vicino di casa Gianfranco Rosci, dirigente locale del MSI. |
| 12 marzo     | Omicidio di Angelo Mancia                      | Roma                     | Compagni organizzati per la Volante rossa | Angelo Mancia (MSI)                                                                   | Ucciso da cinque colpi sparati ad altezza d'uomo. Il suo nome compariva in un dossier redatto da Valerio Verbano. |
| 12 marzo     | Omicidio di Martino Traversa                   | Bari                     | Stefano Di Cagno (militante di estrema destra ed ex dirigente del FdG) | Martino Traversa (FdG)                                                                | Lavorava come disc-jockey presso l'emittente radiofonica Bari Radio Levante e fu ucciso nel corso di una rapina andata male. Per quell'esecuzione Stefano Di Cagno, nel 1984, fu condannato a 18 anni dalla Corte d'appello di Roma. |
| 16 marzo     | Omicidio di Nicola Giacumbi                    | Salerno                  | Carlo Aquila, Arturo Ardia, Vincenzo De Stefano, Raffaele Fenio, Immacolata Gargiulo, Ernesto Massimo, Michele Mauro e Antonio Villani (Brigate Rosse)                                                              | Nicola Giacumbi (magistrato)                                                          | Ucciso mentre stava rientrando a casa con la moglie, che viene sfiorata da un proiettile alla nuca. Nel 1982 la Corte d'assise di Potenza condannò all'ergastolo Vincenzo De Stefano e Raffaele Fenio, mentre gli altri imputati presero condanne dai 12 ai 22 anni. |
| 18 marzo     | Omicidio di Girolamo Minervini                 | Roma                     | Barbara Balzerani, Alessandro Padula e Francesco Piccioni (Brigate Rosse) | Girolamo Minervini (magistrato)                                                       | Fu ucciso in autobus mentre andava al lavoro. L'assassino, compiuto l'omicidio, si fece largo tra i passeggeri continuando a sparare e ferì tre persone. |
| 19 marzo     | Omicidio di Guido Galli                        | Milano                   | Prima Linea | Guido Galli (magistrato)                                                              | Fu ucciso nel corridoio del secondo piano dell'Università, davanti all'Aula Magna, al termine della sua elezione. I terroristi uccisero il magistrato con tre colpi di pistola sparati alla schiena. |
| 28 marzo     | Irruzione di via Fracchia                      | Genova                   | Carabinieri al comando del generale Carlo Alberto dalla Chiesa | Lorenzo Betassa, Riccardo Dura, Annamaria Ludmann e Piero Panciarelli (Brigate Rosse) | Tre uomini e una donna residenti in un appartamento aprirono il fuoco colpendo il maresciallo Rinaldo Benà in un occhio. I carabinieri reagirono uccidendo i quattro brigatisti. |
| 10 aprile    | Omicidio di Giuseppe Pisciuneri                | Torino                   | Ronde Proletarie | Giuseppe Pisciuneri (guardia giurata)                                                 | Fu assalito alle spalle da due uomini che gli sfilarono la pistola di servizio. Nacque una colluttazione e partì un colpo di pistola esploso con la pistola della guardia. |
| 12 maggio    | Omicidio di Alfredo Albanese                   | Mestre                   | Maria Bono, Emanuela Bugitti, Marco Fasoli, Michele Galati, Sandro Galletta, Massimo Gidoni, Vincenzo Guagliardo, Mario Moretti, Vittorio Oliviero, Nadia Ponti, Andrea Varisco e Marinella Ventura (Brigate Rosse) | Alfredo Albanese (Commissario Capo della Polizia di Stato)                            | Fu ferito da un commando brigatista nei pressi della sua abitazione, morendo durante il trasporto al policlinico Umberto I. Marco Fasoli, Vincenzo Guagliardo, Nadia Ponti e Marinella Ventura sono stati condannati all'ergastolo, mentre gli imputati hanno preso condanne dai 4 anni e 6 mesi ai 16 anni e 6 mesi.                                                                    |
| 19 maggio    | Omicidio di Pino Amato                         | Napoli                   | Salvatore Colonna, Luca Nicoletti, Maria Teresa Romeo e Bruno Seghetti (Brigate Rosse) | Pino Amato (assessore regionale della DC)                                             | I terroristi bloccarono l'auto dell'assessore in vicolo Alabadieri: tre uomini e una donna spararono ed uccidendolo. I terroristi fuggirono subito dopo, ma l'autista e addetto di scorta Ciro Esposito reagì sparando e ferendo un brigatista. Il commando venne arrestato dopo un inseguimento e una sparatoria per le vie di Napoli.                                                  |
| 28 maggio    | Omicidio di Francesco Evangelista              | Roma                     | Gilberto Cavallini, Luigi Ciavardini, Valerio Fioravanti, Francesca Mambro e Giorgio Vale (NAR) | Francesco Evangelista (agente di P.S.)                                                | Ucciso mentre era in pattuglia con dei colleghi davanti al Liceo classico statale Giulio Cesare. Il collega Giuseppe Manfreda rimase ferito. |
| 28 maggio    | Omicidio di Walter Tobagi                      | Milano                   | Marco Barbone, Manfredi De Stefano, Francesco Giordano, Daniele Laus, Mario Marano e Paolo Morandini (Brigata XXVIII marzo)                                                                                         | Walter Tobagi (giornalista)                                                           | Marco Barbone fu condannato a 8 anni e 8 mesi e gli fu concessa la libertà provvisoria: subito dopo l'arresto aveva cominciato a collaborare con i magistrati, rilevando i nomi di decine di militanti delle formazioni eversive e aprendo ampi squarci sui rapporti tra Autonomia Operaia, i suoi capi e le organizzazioni clandestine.                                                 |
| 3 giugno     | Omicidio di Antonio Chionna                    | Martina Franca           | Prima Linea | Antonio Chionna (agente di P.S.)                                                      | Ucciso mentre tenta di sventare una rapina alla filiale della Banca Commerciale di Martina Franca. |
| 19 giugno    | Uccisione di Pasquale Viele                    | Torino                   | Brigate Rosse | Pasquale Viele (detenuto)                                                             | Strangolato in cella da quattro brigatisti. |
| 23 giugno    | Omicidio di Mario Amato                        | Roma                     | Gilberto Cavallini, Luigi Ciavardini, Valerio Fioravanti e Francesca Mambro (NAR) | Mario Amato (magistrato)                                                              | Gilberto Cavallini e Luigi Ciavardini sono stati riconosciuti esecutori materiali dell'omicidio, mentre Valerio Fioravanti e Francesca Mambro sono stati condannati per concorso morale. Paolo Signorelli, ideologo di destra accusato di essere il mandante del delitto, è stato assolto dopo un lungo iter giudiziario.                                                                |
| 2 luglio     | Uccisione di Ugo Benazzi                       | Torino                   | Emanuele Attimonelli (NAP) | Ugo Benazzi (detenuto)                                                                | Ucciso con una coltellata alla gola. |
| 2 agosto     | Strage di Bologna                              | Bologna                  | Luigi Ciavardini, Valerio Fioravanti e Francesca Mambro (NAR) | 85 civili uccisi                                                                      | Condannati per calunnia aggravata al fine di assicurare l'impunità agli autori della strage: Giuseppe Belmonte, Licio Gelli, Pietro Musumeci e Francesco Pazienza. |
| 11 agosto    | Omicidio di Cuzzoli e Cortellessa              | Viterbo                  | Prima Linea | Ippolito Cortellessa e Pietro Cuzzoli (carabinieri)                                   | Alcuni terroristi, dopo aver partecipato ad una rapina, fuggono prendendo un autobus che viene successivamente fermato da una pattuglia dei carabinieri, aprono il fuoco e ne uccidono due. |
| 2 settembre  | Omicidio di Maurizio Di Leo                    | Roma                     | Nuclei Armati Rivoluzionari | Maurizio Di Leo (tipografo)                                                           | Ucciso perché scambiato per il giornalista Michele Concina. |
| 9 settembre  | Omicidio di Francesco Mangiameli               | Roma                     | Cristiano Fioravanti, Valerio Fioravanti, Francesca Mambro, Stefano Soderini e Giorgio Vale (NAR) | Francesco Mangiameli (Terza Posizione)                                                | Ucciso perché accusato di tradimento. |
| 24 settembre | Omicidio di Alberto Contestabile               | Santa Maria Capua Vetere | Nuclei Armati Rivoluzionari | Alberto Contestabile (brigadiere dei carabinieri)                                     | Ucciso da numerosi colpi di pistola sparati al volto e alla fronte. La cognata del brigadiere, Giovanna Melora, rimase ferita a una spalla. |
| 27 ottobre   | Rivolta del supercarcere di Nuoro              | Nuoro                    | Detenuti brigatisti e di Prima Linea | Biagio Iaquinta e Francesco Zarrillo (detenuti comuni)                                | Il brigatista Roberto Ognibene rimase ferito in seguito allo scoppio di un ordigno rudimentale che stava confezionando. |
| 12 novembre  | Omicidio di Renato Briano                      | Milano                   | Brigate Rosse | Renato Briano (direttore del personale della Ercole Marelli)                          | Ucciso nei pressi della stazione Gorla da due colpi di pistola sparati a bruciapelo tra i passeggeri. L'attentato fu rivendicato dalle BR-Colonna Walter Alasia. |
| 13 novembre  | Uccisione di Arnaldo Genoino e Claudio Pallone | Cassino                  | Forze dell'ordine | Arnaldo Genoino e Claudio Pallone (Movimento Comunista Rivoluzionario)                | Dopo aver rapinato una banca vengono fermati a un posto di blocco e restano uccisi nello scontro a fuoco. |
| 26 novembre  | Omicidio di Ezio Lucarelli                     | Milano                   | Gilberto Cavallini e Stefano Soderini (NAR) | Ezio Lucarelli (carabiniere)                                                          | Ucciso in un'autofficina dopo aver chiesto i documenti a due uomini. |
| 28 novembre  | Omicidio di Filippo Giuseppe                   | Bari                     | Prima Linea | Filippo Giuseppe (poliziotto)                                                         | Ucciso davanti al portone di casa da due uomini che cercano di toglierli la pistola. |
| 28 novembre  | Omicidio di Manfredo Mazzanti                  | Sesto San Giovanni       | Brigate Rosse | Manfredo Mazzanti (ingegnere delle Acciaierie Falck)                                  | Ucciso alle 7:30 vicino alla sua abitazione. |
| 1º dicembre  | Omicidio di Giuseppe Furci                     | Roma                     | Brigate Rosse | Giuseppe Furci (direttore sanitario del carcere di Regina Coeli)                      | Ucciso davanti al portone di casa. |
| 11 dicembre  | Uccisione di Walter Pezzoli e Roberto Serafini | Milano                   | Forze dell'ordine | Walter Pezzoli e Roberto Serafini (Brigate Rosse)                                     | I due terroristi erano stati seguiti come «sospetti»: riconosciuti in un bar, hanno iniziato a sparare e sono stati colpiti da raffiche di mitra. |
| 18 dicembre  | Omicidio di Alfio Zappalà                      | Zinasco (PV)             | Comitati comunisti rivoluzionari | Alfio Zappalà (guardia giurata)                                                       | Durante una rapina reagisce al tentativo di disarmo e nella colluttazione che ne segue parte un colpo mortale. La sua uccisione, in sede giudiziaria, viene attribuita a militanti fuoriusciti dai Comitati comunisti rivoluzionari. |
| 31 dicembre  | Omicidio di Enrico Galvaligi                   | Roma                     | Remo Pancelli e Pietro Vanzi (Brigate Rosse) | Enrico Riziero Galvaligi (generale dei carabinieri)                                   | I due terroristi, vestiti da fattorini, uccidono Galvaligi mentre tornava a casa con la moglie, dopo la messa. |